# جهنده عدنی
جهنده عدنی (نام علمی: Spialia doris) نام یک گونه از تیره پشیزبالان است.